# Huh Jung-moo
Huh Jung-moo (* 13. Januar 1955 in Jindo, Südkorea) ist ein ehemaliger südkoreanischer Fußballspieler und früherer Trainer der südkoreanischen Fußballnationalmannschaft.

## Spielerlaufbahn
Huh spielte als Profi für die PSV Eindhoven und Hyundai Horang-i. Als Nationalspieler nahm er an der Fußball-Weltmeisterschaft 1986 in Mexiko teil.

## Trainerlaufbahn
Nach Ende seiner aktiven Karriere im Jahr 1986 wurde Huh Trainer. Bei der Fußball-Weltmeisterschaft 1990 war er als Fitnesstrainer im Betreuerstab Südkoreas. Im folgenden Jahr wurde er bereits Assistenztrainer des K-League Klubs Pohang Steelers, die er 1993 als hauptverantwortlicher Trainer übernahm. Huh kehrte dann für eine Weile als Assistenztrainer zur Nationalmannschaft zurück, die unter Kim Ho bei der Fußball-Weltmeisterschaft 1994 in den USA nur knapp den Achtelfinaleinzug verpasste.
Im Anschluss wurde er Cheftrainer Südkoreas. Sein Debüt als verantwortlicher Nationaltrainer gab er am 12. August 1995 bei einem Freundschaftsspiel gegen Brasilien in Suwon. Die Partie endete mit einer 0:1-Niederlage. Später wechselte Huh zu den Chunnam Dragons, einem Verein aus seiner Heimatstadt, mit denen er 1997, 2006 und 2007 den koreanischen Pokal holte.
Seine zweite Amtszeit als koreanischer Nationaltrainer war wenig erfolgreich. Im Eröffnungsspiel der Asienspiele 1998 in Bangkok unterlag sein Team der Mannschaft Turkmenistans mit 2:3. Im Viertelfinale schied Südkorea mit 1:2 gegen Gastgeber Thailand aus. Trotz dieser enttäuschenden Ergebnisse galt Huh später als der Coach, der talentierten jungen Spielern wie Lee Young-pyo, Seol Ki-hyeon und Park Ji-sung in die Nationalmannschaft holte.
Im Herbst 2000 betreute Huh die U-23-Auswahl Südkoreas beim olympischen Fußballturnier, bevor er im Oktober die A-Nationalmannschaft bei der Asienmeisterschaft im Libanon übernahm und mit ihr den dritten Platz belegte. Nachdem er als Trainer zurückgetreten war, diente Huh dem koreanischen Fußballverband bei der Fußball-Weltmeisterschaft 2002 als technischer Berater für das Nationalteam unter Guus Hiddink. 2004 wurde er stellvertretender Vorsitzender der technischen Kommission. Während der Asienmeisterschaft 2004 in China war er erster Assistenztrainer von Johannes Bonfrere. Im Dezember 2007 wurde er erneut zum Nationaltrainer Südkoreas ernannt und qualifizierte sich mit seiner Mannschaft für die Fußball-Weltmeisterschaft 2010 in Südafrika. Bei der Weltmeisterschaft erreichte sein Team das Achtelfinale, welches es mit 1:2 gegen Uruguay verlor. Nach dem Achtelfinal-Aus legte Huh Jung-moo sein Amt als Trainer der südkoreanischen Nationalmannschaft nieder um sich „wieder aufzuladen“ und seine Fußball-Studien erneut aufzunehmen. Im August 2010 wurde bekannt, dass er neuer Trainer von Incheon United werden wird, was er bis 2012 blieb. Seit 2013 ist er Vizepräsident der Korea Football Association.